# جون كاميرون بيل
جون كاميرون بيل (بالإنجليزية: John Cameron Bell)‏ هو عالم أورام وطبيب بريطاني، ولد في 10 يوليو 1953 في أنكستر ‏ في كندا.